# Salvelinus drjagini
Salvelinus drjagini es una especie de pez de la familia Salmonidae en el orden de los Salmoniformes.

## Morfología
• Los machos pueden llegar alcanzar los 90 cm de longitud total y 8.300 g de peso.

## Hábitat
Vive en zonas de aguas  templadas.

## Distribución geográfica
Es un endemismo de los lagos y ríos de la península de Taimyr (Siberia ).